# 貝爾法斯特 (喬治亞州)
貝爾法斯特（英語：Belfast）是位於美國喬治亞州布賴恩縣的一個非建制地區。該地的面積和人口皆未知。

## 地理
貝爾法斯特的座標為31°49′28″N 81°17′30″W / 31.82444°N 81.29167°W，而該地的平均海拔高度為5米（即16英尺）。